# Zomepirac
Zomepirac è una molecola appartenente alla classe dei farmaci antinfiammatori non steroidei (FANS). La molecola deriva dall'acido acetico ed è dotata di proprietà antinfiammatorie, antipiretiche ed analgesiche. Una volta somministrato per via orale, zomepirac sembra avere una potenza analgesica relativa che va da 1/5 ad 1/8 rispetto alla morfina somministrata per via intramuscolare. Negli Stati Uniti il farmaco venne sviluppato dalla società McNeil Pharmaceutical e approvato dalla Food and Drug Administration (FDA) nel 1980 e venduto come sale sodico, sodio zomepirac, con il marchio Zomax. Grazie alla sua indubbia efficacia clinica, venne ampiamente utilizzato dai medici in molte situazioni cliniche che richiedevano un adeguato controllo del dolore e con gli anni ottenne una quota importante del mercato degli analgesici. Il farmaco venne successivamente ritirato dal commercio nel marzo 1983 a causa della sua tendenza a causare grave anafilassi in un sottoinsieme imprevedibile di pazienti. L'esperienza negativa con zomepirac e l'incidenza inaspettata di gravi reazioni anafilattiche divenne uno sfortunato esempio paradigmatico che servì ai responsabili della farmacovigilanza per aggiornare ed implementare il processo di segnalazione delle reazioni avverse.

## Farmacodinamica
Il meccanismo d'azione di zomepirac è dovuto alle sue proprietà inibitorie della biosintesi delle prostaglandine. Il farmaco determina una ridotta sintesi di prostaglandine a seguito della inibizione dell'enzima prostaglandina-endoperossido sintasi nota anche come ciclossigenasi.

## Farmacocinetica
Dopo somministrazione orale il farmaco viene assorbito completamente dal tratto gastrointestinale. Zomepirac si distribuisce ai vari tessuti biologici e viene metabolizzato a livello epatico, in gran parte a seguito di un processo di glucuronazione. I metaboliti sono eliminati dall'organismo prevalentemente attraverso la via urinaria. Come evidenziato da studi sperimentali sul ratto il legame con le proteine plasmatiche è estremamente elevato (circa il 98%). Dato l'elevato legame solo una piccola frazione del farmaco può subire la filtrazione glomerulare. Probabilmente per tale motivo l'eliminazione renale di zomepirac è accompagnata da una efficace secrezione tubulare attiva ed il riassorbimento passivo non ionico è il fattore maggiore nel determinare la clearance netta del farmaco.

## Tossicità
Zomepirac non causa direttamente anafilassi, tuttavia è metabolizzato da un enzima denominato uridina 5'-difosfo-glucuronosiltransferasi in un metabolita glucoronato reattivo, il quale si lega irreversibilmente alla albumina plasmatica.

## Usi clinici
Il farmaco è utilizzato nel trattamento del dolore, da lieve a moderato, in particolare a seguito di piccoli interventi chirurgici nella chirurgia orale, in ambito odontoiatrico, ortopedico ed in chirurgia generale.
Zomepirac è efficace anche nel controllo del dolore neoplastico, nel dolore associato alla sindrome mestruale oltreché nel controllo del dolore e della infiammazione dei soggetti affetti da osteoartrosi, artrite reumatoide e spondilite anchilosante.
Studi multicentrici hanno dimostrato che zomepirac è più efficace dell'aspirina o della codeina, quando usato da solo, ed efficace quanto le combinazioni di analgesici ed oppioidi deboli (codeina ed altri).
Secondo alcuni studi zomepirac fornisce un'analgesia paragonabile a dosi abituali intramuscolari di morfina nel dolore postoperatorio, con il vantaggio di non determinare né tolleranza al suo effetto analgesico né dipendenza psicologica o fisica.

## Effetti collaterali ed indesiderati
In corso di trattamento con zomepirac gli effetti avversi più spesso segnalati sono: cefalea, nausea, vomito, vertigini, tinnito, disturbi dell'udito, secchezza delle fauci, gastrite, diarrea, dispepsia, dolore addominale.

Il più grave effetto avverso correlato alla assunzione del farmaco è senza alcun dubbio la possibilità di comparsa di reazioni anafilattiche.

## Struttura chimica
Zomepirac è il sale sodico del 5-(4-clorobenzoil)-1,4 dimetil-1H-pirrolo-2-acetato diidrato. È un acido pirrol-acetico che è strutturalmente correlato alla tolmetina